# Aleix Espargaró

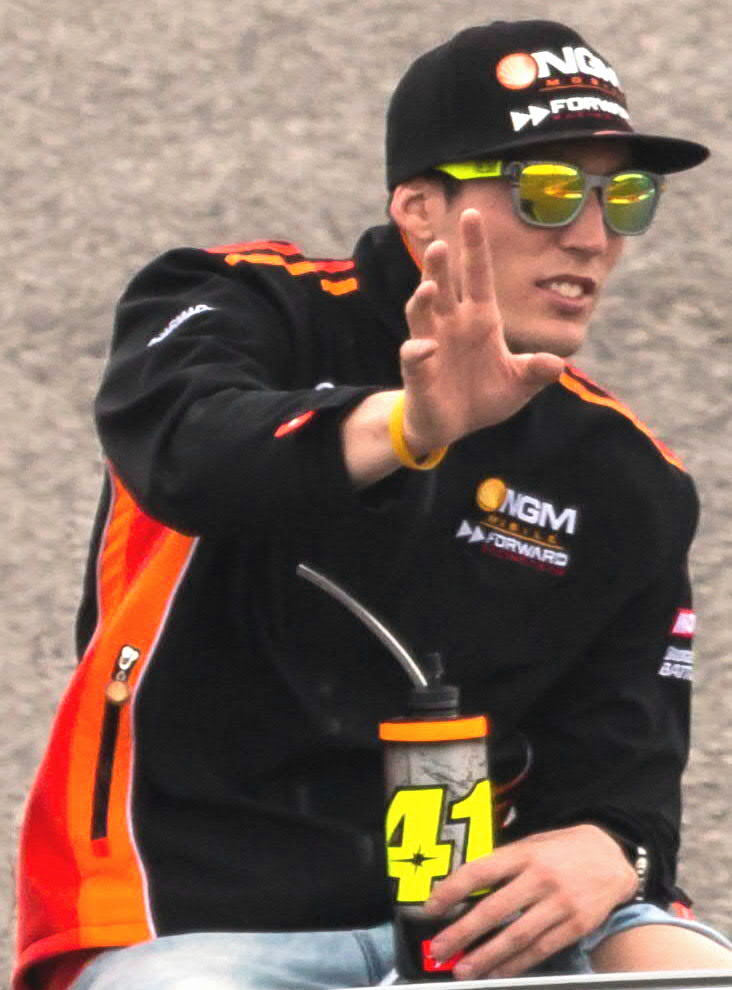
Aleix Espargaró i Texas 2014.

Aleix Espargaró, född 30 juli 1989 i Granollers, Katalonien, är en spansk roadracingförare. Han kör sedan 2012 i MotoGP-klassen och är från 2017 fabriksförare för Aprilia. Han är äldre bror till Pol Espargaró som också tävlar i MotoGP.

## Karriär
Aleix Espargaró blev spansk mästare i 125-klassen redan 2004. Då den yngste genom tiderna. Samma år gjorde han VM-debut och körde hela VM-säsongen 2005 för Seedorf RC3 Racing Team och Honda. 2006 började Espargaró i 125-klassen, men fick chansen att byta upp till 250GP. Till säsongen 2007 bytte Espargaró till KTM. Året därpå blev hans mest framgångsrika med 92 VM-poäng och en tolfte plats totalt.
Säsongen 2009 fick inte Espargaró något kontrakt och gjorde endast två inhopp i 250GP innan han fick chansen på Ducati i MotoGP hos Pramac Racing Team som ersättare för Mika Kallio, då denne var ersättare under två race för den skadade Casey Stoner i Ducati Corse. Han körde hela säsongen 2010 för Pramac och slutade på 14:e plats. Till 2011 bytte Espargaró till Moto2-klassen där han körde en Pons Kalex för Pons HP 40. Bästa placering blev tredjeplatsen hemma på Circuit Catalunya.
Säsongen 2012 kom han tillbaka till stora klassen för Power Electronics Aspar på en ART-cykel. Han vann pris som bäste CRT-förare både 2012 och 2013. Till 2014 bytte Espargaro stall till Forward Racing där han körde en produktions-Yamaha enligt "öppna reglerna". Han tog sin första pole Position på Assen och första pallplats genom att bli tvåa i Aragoniens Grand Prix på Motorland Aragón. Det var även Forward Racings första pallplats i MotoGP samt första gången en öppen eller CRT kom på pallen. Roadracing-VM 2015 körde Espargaró för Suzukis fabriksteam som gjorde comeback i MotoGP. Han kom elva i VM och tog pole position vid Kataloniens Grand Prix. Espargaró fortsatte hos Suzuki 2016 och kom elva igen. Han fick inte förnyat förtroende hos Suzuki 2017 utan fick istället ett fabrikskontrakt för Aprilia. Han kom på 15:e plats i VM 2017 och fortsatte hos Aprilia Gresini 2018 (17:e plats i VM och 2019.

### VM-säsonger
| Säsong | Klass  | Plac. | Poäng | 1/2/3- plac. | Starter | Motorcykel     | Team                          | Startnr |
| ------ | ------ | ----- | ----- | ------------ | ------- | -------------- | ----------------------------- | ------- |
| 2004   | 125GP  | -     | 0     | - / - / -    | 1       | Honda          | Racc Caja Madrid              | 57      |
| 2005   | 125GP  | 16    | 36    | - / - / -    | 16      | Honda          | Seedorf RC3 - Tiempo Holidays | 41      |
| 2006   | 125GP  | -     | 0     | - / - / -    | 6       | Honda          | Wurth Honda BQR               | 41      |
| 2006   | 250GP  | 19    | 20    | - / - / -    | 9       | Honda          | Wurth Honda BQR               | 42      |
| 2007   | 250GP  | 15    | 47    | - / - / -    | 17      | Aprilia        | Blusens Aprilia               | 41      |
| 2008   | 250GP  | 12    | 92    | - / - / -    | 16      | Aprilia        | Lotus Aprilia                 | 41      |
| 2009   | 250GP  | 20    | 22    | - / - / -    | 2       | Aprilia        | Balatonring Team              | 41      |
| 2009   | MotoGP | 18    | 16    | - / - / -    | 4       | Ducati         | Pramac Racing                 | 44      |
| 2010   | MotoGP | 14    | 65    | - / - / -    | 18      | Ducati         | Pramac Racing Team            | 41      |
| 2011   | Moto2  | 12    | 76    | - / - / 1    | 17      | Pons Kalex     | Pons HP 40                    | 40      |
| 2012   | MotoGP | 12    | 74    | - / - / -    | 18      | ART            | Power Electronics Aspar       | 41      |
| 2013   | MotoGP | 11    | 93    | - / - / -    | 18      | ART            | Power Electronics Aspar       | 41      |
| 2014   | MotoGP | 7     | 126   | - / 1 / -    | 18      | Forward Yamaha | NGM Forward Racing            | 41      |
| 2015   | MotoGP | 11    | 105   | - / - / -    | 18      | Suzuki         | Team Suzuki Ecstar            | 41      |
| 2016   | MotoGP | 11    | 93    | - / - / -    | 18      | Suzuki         | Team Suzuki Ecstar            | 41      |
| 2017   | MotoGP | 15    | 62    | - / - / -    | 17      | Aprilia        | Aprilia Racing Team Gresini   | 41      |
| 2018   | MotoGP | 17    | 44    | - / - / -    | 17      | Aprilia        | Aprilia Racing Team Gresini   | 41      |
| 2019   | MotoGP | 14    | 63    | - / - / -    | 19      | Aprilia        | Aprilia Racing Team Gresini   | 41      |
| 2020   | MotoGP | 17    | 42    | - / - / -    | 14      | Aprilia        | Aprilia Racing Team Gresini   | 41      |
| 2021   | MotoGP | 8     | 120   | - / - / 1    | 18      | Aprilia        | Aprilia Racing Team Gresini   | 41      |
| 2022   | MotoGP | 4     | 212   | 1 / - / 5    | 20      | Aprilia        | Aprilia Racing                | 41      |
| 2023   | MotoGP | 6     | 206   | 2 / - / 1    | 20      | Aprilia        | Aprilia Racing                | 41      |
| 2024   | MotoGP | 9     | 99    | - / - / -    | 8       | Aprilia        | Aprilia Racing                | 41      |